# Отпътуване с кола
„Отпътуване с кола“ (на френски: Départ en voiture) е френски късометражен документален ням филм, заснет през 1895 година от режисьора Луи Люмиер.

## Сюжет
Пътници се сбогуват с изпращачите, качват се в карета, теглена от коне и заминават.